# Football Club Legnago Salus 2024-2025
Questa voce raccoglie le informazioni riguardanti il Football Club Legnago Salus nelle competizioni ufficiali della stagione 2024-2025.

## Divise e sponsor
Lo sponsor tecnico per la stagione 2024-2025 è Joma.

## Rosa
Aggiornata al 20 dicembre 2024.
| N. |                           | Ruolo | Calciatore              |
| -- | ------------------------- | ----- | ----------------------- |
| 1  | Italia (bandiera)         | P     | Andrea Rigon            |
| 5  | Italia (bandiera)         | C     | Federico Viero          |
| 6  | Italia (bandiera)         | D     | Carlo Pelagatti         |
| 7  | Italia (bandiera)         | A     | Filippo Palazzino       |
| 8  | Italia (bandiera)         | D     | Enrico Casarotti        |
| 9  | Italia (bandiera)         | A     | Sebastiano Svidercoschi |
| 10 | Slovenia (bandiera)       | C     | Elian Demirovic         |
| 11 | Italia (bandiera)         | C     | Luca Zanetti            |
| 14 | Italia (bandiera)         | D     | Martino Travaglini      |
| 17 | Romania (bandiera)        | D     | Robert Toma             |
| 18 | Italia (bandiera)         | A     | Alessandro Rossi        |
| 19 | Costa d'Avorio (bandiera) | C     | Aboubakar Diaby         |
| 20 | Gambia (bandiera)         | A     | Ousmane Banse           |
| 21 | Italia (bandiera)         | D     | Giacomo Ruggeri         |
| 22 | Italia (bandiera)         | P     | Giacomo Toniolo         |

| N. |                           | Ruolo | Calciatore          |
| -- | ------------------------- | ----- | ------------------- |
| 23 | Italia (bandiera)         | C     | Vincenzo Muteba     |
| 25 | Italia (bandiera)         | C     | Francesco Bombagi   |
| 26 | Italia (bandiera)         | D     | Mario Noce          |
| 27 | Italia (bandiera)         | D     | Federico Ampollini  |
| 28 | Italia (bandiera)         | D     | Francesco D'Amore   |
| 30 | Costa d'Avorio (bandiera) | C     | Olamide Ibrahim     |
| 32 | Italia (bandiera)         | D     | Gianmaria Zanandrea |
| 73 | Italia (bandiera)         | D     | Luciano Ballan      |
| 77 | Austria (bandiera)        | C     | Manuel Martic       |
| 90 | Francia (bandiera)        | D     | Pathy Malumandsoko  |
| 91 | Italia (bandiera)         | P     | Filippo Perucchini  |
| 98 | Italia (bandiera)         | P     | Andrea Berto        |
| 93 | Italia (bandiera)         | C     | Andrea Franzolini   |
| 99 | Italia (bandiera)         | A     | Alberto Basso Ricci |

## Risultati

### Serie C

#### Girone di andata
| Arbitro: | Di Loreto (Terni) |

|                            |           |                                                |
| Svidercoschi 16’ Rossi 19’ | Marcatori | Ambrosini 45+1’ Van Ransbeeck 22’ Perretta 90’ |

| Arbitro: | Picardi (Viareggio) |

|                             |           |  |
| Di Stefano 68’ Haveri 90+6’ | Marcatori |  |

| Arbitro: | Rispoli (Locri) |

|  |           |              |
|  | Marcatori | Di Paola 85’ |

| Arbitro: | Mazzoni (Prato) |

|                       |           |  |
| Pattarello 90’ (rig.) | Marcatori |  |

| Arbitro: | Aldi (Lanciano) |

|  |           |                                        |
|  | Marcatori | Clemenza 13’ Parravicini 70’ Conti 89’ |

| Arbitro: | Colaninno (Nola) |

|                                                                                     |           |  |
| Cicerelli 8’ 40’ Carboni 21’ Cianci 56’ Romeo 58’ 79’ Donnarumma 61’ Maestrelli 64’ | Marcatori |  |

| Arbitro: | Totaro (Lecce) |

|                                 |           |           |
| Svidercoschi 29’ Franzolini 67’ | Marcatori | Ienco 81’ |

| Arbitro: | Di Loreto (Terni) |

|                                       |           |                         |
| Castelli 27’ Di Mario 51’ Corbari 59’ | Marcatori | Svidercoschi 87’ (rig.) |

| Arbitro: | Nigro (Prato) |

|  |           |            |
|  | Marcatori | Rosaia 75’ |

| Arbitro: | Gauzolino (Torino) |

|                |           |                                           |
| Bartesaghi 40’ | Marcatori | Martic 82’ Franzolini 85’ Demirovic 90+4’ |

| Arbitro: | Ancora (Roma 1) |

|                            |           |                                 |
| Martic 5’ Svidercoschi 49’ | Marcatori | Guiebre 36’ 86’ Fischnaller 69’ |

| Arbitro: | Caruso (Viterbo) |

|               |           |  |
| Chiarella 73’ | Marcatori |  |

| Arbitro: | Gemelli (Messina) |

|                            |           |                         |
| Demirovic 45’ Martic 90+1’ | Marcatori | Montevago 73’ Sylla 76’ |

| Arbitro: | Pacella (Roma 2) |

|              |           |            |
| Magnaghi 63’ | Marcatori | Martic 72’ |

| Arbitro: | Luongo (Napoli) |

|  |           |                              |
|  | Marcatori | Mignanelli 16’ 57’ Contè 89’ |

| Arbitro: | Gandino (Alessandria) |

|                           |           |             |
| Mastropietro 90+2’ (rig.) | Marcatori | Ruggeri 41’ |

| Arbitro: | Toro (Catania) |

|             |           |                                |
| Zanetti 58’ | Marcatori | Gerbi 26’ Tcheuna 53’ Sall 87’ |

| Arbitro: | Cerbasi (Arezzo) |

|  |           |                |
|  | Marcatori | Franzolini 56’ |

| Arbitro: | Marotta (Sapri) |

|  |           |            |
|  | Marcatori | Varone 24’ |

#### Girone di ritorno
| Pontedera 20 dicembre 2024, ore 20.30 CEST 20ª giornata | Pontedera          | 0 – 0 referto | Legnago | Stadio Ettore Mannucci (448 spett.)\| Arbitro: \| Iannello (Messina) \| |
| Arbitro:                                                | Iannello (Messina) |               |         |                                                                         |

| Legnago 5 gennaio 2025, ore 15.00 CEST 21ª giornata | Legnago            | 0 – 0 referto | Campobasso | Stadio Mario Sandrini (429 spett.)\| Arbitro: \| Silvestri (Roma 1) \| |
| Arbitro:                                            | Silvestri (Roma 1) |               |            |                                                                        |

| Arbitro: | Nigro (Prato) |

|                                  |           |  |
| Nicastro 3’ Palomba 47’ Zoia 51’ | Marcatori |  |

| Arbitro: | D'Eusanio (Faenza) |

|  |           |                                       |
|  | Marcatori | Gigli 38’ Guccione 49’ Pattarello 55’ |

| Arbitro: | Frasynyak (Gallarate) |

|                      |           |                 |
| Ampollini 46’ (aut.) | Marcatori | Basso Ricci 48’ |

| Arbitro: | Ubaldi (Roma 1) |

|  |           |                      |
|  | Marcatori | Cicerelli 19’ (rig.) |

| Arbitro: | Castellano (Nichelino) |

|           |           |  |
| Baggi 11’ | Marcatori |  |

| Arbitro: | Ancora (Roma 1) |

|                 |           |                     |
| Noce 84’ (rig.) | Marcatori | Franzoni 80’ (rig.) |

| Arbitro: | Dorillo (Torino) |

|  |           |                                                |
|  | Marcatori | Casarotti 68’ Svidercoschi 87’ Basso Ricci 88’ |

| Legnago 2 marzo 2025, ore 15.00 CEST 29ª giornata | Legnago          | 2 – 1 referto | Milan Futuro | Stadio Mario Sandrini (840 spett.)\| Arbitro: \| Mucera (Palermo) \| |
| Arbitro:                                          | Mucera (Palermo) |               |              |                                                                      |

| Sassari 8 marzo 2025, ore 15.00 CEST 30ª giornata | Torres           | 0 – 0 referto | Legnago | Stadio Vanni Sanna (3 230 spett.)\| Arbitro: \| Pacella (Roma 2) \| |
| Arbitro:                                          | Pacella (Roma 2) |               |         |                                                                     |

| Arbitro: | Esposito (Napoli) |

|                |           |                                       |
| Franzolini 65’ | Marcatori | Noce 28’ (aut.) Parigi 77’ Cioffi 90’ |

| Arbitro: | Liotta (Castellammare di Stabia) |

|                            |           |          |
| Cisco 25’ Matos 45’ (rig.) | Marcatori | Noce 47’ |

| Arbitro: | D'Eusanio (Faenza) |

|               |           |              |
| Ampollini 65’ | Marcatori | Magnaghi 13’ |

| Arbitro: | Iacobellis (Pisa) |

|            |           |                |
| Molina 69’ | Marcatori | Franzolini 36’ |

| Arbitro: | Rispoli (Locri) |

|  |           |                         |
|  | Marcatori | Mignani 35’ Bacchin 55’ |

| Carpi 14 aprile 2025, ore 20.30 CEST 36ª giornata | Carpi                | 0 – 0 referto | Legnago | Stadio Sandro Cabassi (720 spett.)\| Arbitro: \| Maccorin (Pordenone) \| |
| Arbitro:                                          | Maccorin (Pordenone) |               |         |                                                                          |

| Arbitro: | Manzo (Torre Annunziata) |

|              |           |                             |
| Spalluto 84’ | Marcatori | Ferraris 15’ Merola 85’ 87’ |

| Arbitro: | Grasso (Ariano Irpino) |

|               |           |                      |
| Ciabuschi 11’ | Marcatori | Spalluto 7’ Dore 61’ |

### Coppa Italia Serie C

#### Turni eliminatori
| Arbitro: | Alessandro Pizzi (Bergamo) |

|           |           |                      |
| Rossi 55’ | Marcatori | 39’ Rauti 45’ De Col |

## Statistiche

### Statistiche di squadra
| Competizione         | Punti | In casa | In casa | In casa | In casa | In casa | In casa | In trasferta | In trasferta | In trasferta | In trasferta | In trasferta | In trasferta | Totale | Totale | Totale | Totale | Totale | Totale | D.R. |
| Competizione         | Punti | G       | V       | N       | P       | Gf      | Gs      | G            | V            | N            | P            | Gf           | Gs           | G      | V      | N      | P      | Gf     | Gs     | D.R. |
| -------------------- | ----- | ------- | ------- | ------- | ------- | ------- | ------- | ------------ | ------------ | ------------ | ------------ | ------------ | ------------ | ------ | ------ | ------ | ------ | ------ | ------ | ---- |
| Serie C              | 0     | 0       | 0       | 0       | 0       | 0       | 0       | 0            | 0            | 0            | 0            | 0            | 0            | 0      | 0      | 0      | 0      | 0      | 0      | 0    |
| Coppa Italia Serie C | 0     | 0       | 0       | 0       | 0       | 0       | 0       | 0            | 0            | 0            | 0            | 0            | 0            | 0      | 0      | 0      | 0      | 0      | 0      | 0    |
| Totale               | 0     | 0       | 0       | 0       | 0       | 0       | 0       | 0            | 0            | 0            | 0            | 0            | 0            | 0      | 0      | 0      | 0      | 0      | 0      | 0    |

### Andamento in campionato
| Giornata  | 1 | 2 | 3 | 4 | 5 | 6 | 7 | 8 | 9 | 10 | 11 | 12 | 13 | 14 | 15 | 16 | 17 | 18 | 19 | 20 | 21 | 22 | 23 | 24 | 25 | 26 | 27 | 28 | 29 | 30 | 31 | 32 | 33 | 34 | 35 | 36 | 37 | 38 |
| --------- | - | - | - | - | - | - | - | - | - | -- | -- | -- | -- | -- | -- | -- | -- | -- | -- | -- | -- | -- | -- | -- | -- | -- | -- | -- | -- | -- | -- | -- | -- | -- | -- | -- | -- | -- |
| Luogo     | C | T | C | T | C | T | C | T | T | C  | T  | C  | T  | C  | C  | T  | C  | T  | C  | T  | C  | T  | C  | T  | C  | T  | C  | C  | T  | C  | T  | C  | T  | T  | C  | T  | C  | T  |
| Risultato |   |   |   |   |   |   |   |   |   |    |    |    |    |    |    |    |    |    |    |    |    |    |    |    |    |    |    |    |    |    |    |    |    |    |    |    |    |    |
| Posizione |   |   |   |   |   |   |   |   |   |    |    |    |    |    |    |    |    |    |    |    |    |    |    |    |    |    |    |    |    |    |    |    |    |    |    |    |    |    |

Legenda:

Luogo: C = Casa; T = Trasferta. Risultato: V = Vittoria; N = Pareggio; P = Sconfitta.